# Dorothy Buffum Chandler
Pour les articles homonymes, voir Chandler.
Dorothy Buffum Chandler, née le 19 mai 1901 et morte le 6 juillet 1997, était une tête de file du milieu culturel de Los Angeles, connue notamment pour ses efforts en vue de promouvoir les arts de la scène.

## Biographie

### Jeunesse
Née Dorothy Mae Buffum en 1901 à La Fayette (Illinois), sa famille déménage à Long Beach en 1904. Son père, Charles Abel Buffum (maire de 1921-1924), et son oncle, Edwin, ouvrirent la chaîne de grands magasins Buffum's (qui en compta jusqu'à 16).
Elle étudia à l’université Stanford, où elle rencontra lors de cours de danse Norman Chandler (en), fils aîné de la famille qui publiait le Los Angeles Times depuis 1883. Elle était membre de la sororité Pi Beta Phi. Ils se marièrent en 1922, et eurent deux enfants, Camilla et Otis, nés tous les deux en 1927. 

### Carrière
Au cours des années 1930, elle participe aux collectes de fonds pour l'Hôpital pour enfants de Los Angeles (en). Elle rejette la présidence de l'hôpital pour rejoindre son mari au Los Angeles Times en tant qu'assistante administrative en 1944. Par la suite, elle devient vice-présidente et directrice du journal et modernise la section féminine. En 1950, elle met en place un prix pour honorer les femmes et leurs réalisations individuelles, le Times Woman of the Year. En 1954, Dorothy Chandler est nommée régente de l'université de la Californie. 
Avec plusieurs membres de la Symphony Association, Dorothy Chandler dirige les efforts pour la construction du Los Angeles Music Center. Entre 1955 et 1959, elle lève près de 4 millions de dollars dans ce but. Une des salles de spectacle du complexe, le Dorothy Chandler Pavilion, est nommé en son honneur.

## Sources
- (en) Cet article est partiellement ou en totalité issu de l’article de Wikipédia en anglais intitulé « Dorothy Buffum Chandler » (voir la liste des auteurs).